# Podgrad (gmina Ilirska Bistrica)
Podgrad – wieś w Słowenii, w gminie Ilirska Bistrica. W 2018 roku liczyła 602 mieszkańców.